# Gnetum gnemon
Gnetum gnemon L. – gatunek rośliny z rodziny gniotowatych (Gnetaceae Blume). Występuje naturalnie w Indiach, Mjanmie, Tajlandii, Wietnamie, południowych Chinach (w zachodnim Junnanie oraz południowo-wschodniej części Tybetu), na Filipinach, w Malezji, Indonezji oraz Papui-Nowej Gwinei. 

## Morfologia
PokrójWiecznie zielony krzew o szarawej korze.
LiścieMają kształt od podłużnego do eliptycznego. Mierzą 7,5–20 cm długości i 2,5–10 cm szerokości. Są niemal skórzaste. Blaszka liściowa jest o nasadzie klinowej lub zbiegającej po ogonku i ogoniastym lub spiczastym wierzchołku. Ogonek liściowy jest nagi i dorasta do 8–15 mm.
KwiatySą jednopłciowe, zebrane w szyszki przypominające kłosy. Oś szyszki jest nierozgałęziona. Kwiaty męskie zebrane są po 50–80, z 5–15 płonnymi kwiatami żeńskimi, mierzą do 3–6 cm długości. Kwiaty żeńskie zebrane są po 5–8.
NasionaJako roślina nagonasienna nie wykształca owoców. Nasiona mają elipsoidalny kształt i pomarańczową lub różową barwę, osiągają 10–25 mm długości.

## Biologia i ekologia
Roślina dwupienna. Rośnie w wiecznie zielonych lasach. 

## Zmienność
W obrębie tego gatunku wyróżniono dwie odmiany:
- Gnetum gnemon var. brunonianum (Griff.) Markgr.
- Gnetum gnemon var. griffithii (Parl.) Markgr.